# Johann Mathias von Malschitzky
Johann Mathias von Malschitzky (* Juni 1737 in Garkewitz im Kreis Lauenburg; † 18. November 1814 in Brieg) war ein preußischer Generalmajor sowie ab 1799 Chef des Infanterieregiments „von Klinckowström“.

## Leben

### Herkunft
Johann Mathias entstammte dem hinterpommerschen Adelsgeschlecht Malschitzky. Seine Mutter war eine geborene von Gotzkowsky.

### Militärkarriere
Malschitzky war seit 23. Juli 1750 Kadett in Berlin und wurde dann am 26. Juli 1756 als Gefreiterkorporal im Infanterieregiment „von Itzenplitz“ der Preußischen Armee angestellt. Im Siebenjährigen Krieg wohnte er den Schlachten von Prag, Lobositz, Roßbach, Hochkirch, Kay und Maxen sowie dem Gefecht bei Schmiedeberg bei. Vor Hochkirch und erneut bei Kay wurde er verwundet, beim Überfall auf Maxen geriet er in Gefangenschaft. Malschitzky avancierte während des Krieges 1758 zum Fähnrich und 1759 zum Sekondeleutnant.
Zum Premierleutnant wurde er 1765 befördert, wurde dann 1773 Stabskapitän und schließlich 1777 Kapitän und Kompaniechef. Als solcher machte er den Bayerischen Erbfolgekrieg mit und nahm am Gefecht bei Weißkirch teil.
Seine Beförderung zum Major erfolgte 1786, gleichzeitig wurde er Kommandeur des Grenadierbataillons. 1786 avancierte er zum Oberstleutnant, wurde 1795 zum Oberst befördert und 1796 Kommandeur des Infanterieregiments „von Arnim“. 1799 ernannte ihn König Friedrich Wilhelm III. zum Chef des Infanterieregimentes „von Klinckowström“ und beförderte ihn im Mai 1800 zum Generalmajor.
Malschitzky nahm dann 1806 noch am Vierten Koalitionskrieg teil, dimittierte jedoch gesundheitsbedingt im darauffolgenden Jahr und erhielt infolge des Friedens von Tilsit nur die halbe Pension. Eine erneute Verwendung 1809 wurde ihm negativ beschieden.

### Familie
Malschitzky hatte sich am 15. Oktober 1786 in Berlin mit Henriette Charlotta Katharina Sontag (* 1756 in Spandau; † 9. Februar 1843 in Berlin) verheiratet. Aus der Ehe gingen folgende Kinder hervor:
- Johann Maximilian Leopold (* 14. Oktober 1781 in Berlin; † 15. März 1817), preußischer Hauptmann a. D.
- Ludwig Franz Karl (* 4. Dezember 1782 in Berlin; † 1812), gefallen in Spanien bei der Deutschen Legion
- Emil Ferdinand Balthasar (* 6. Januar 1784 in Berlin)
- Friedrich August Adrian (* 6. Februar 1785 in Berlin; † 11. September 1789 ebenda)
- Wilhelm Ernst (* 1. Juli 1786 in Berlin)
- Wilhelmine Friederike (* 4. April 1788 in Berlin)
- Heinrich Gustav Adolf (* 19. August 1791 in Berlin; † 26. Mai 1813 bei Haynau), preußischer Sekondeleutnant im leichten Garde-Kavallerieregiment
- Gottlieb Eduard Theodor (* 10. April 1793 in Berlin; † 20. Juni 1813 bei Glatz), Bombardier der schlesischen Artilleriebrigade